# Théâtre Reduta

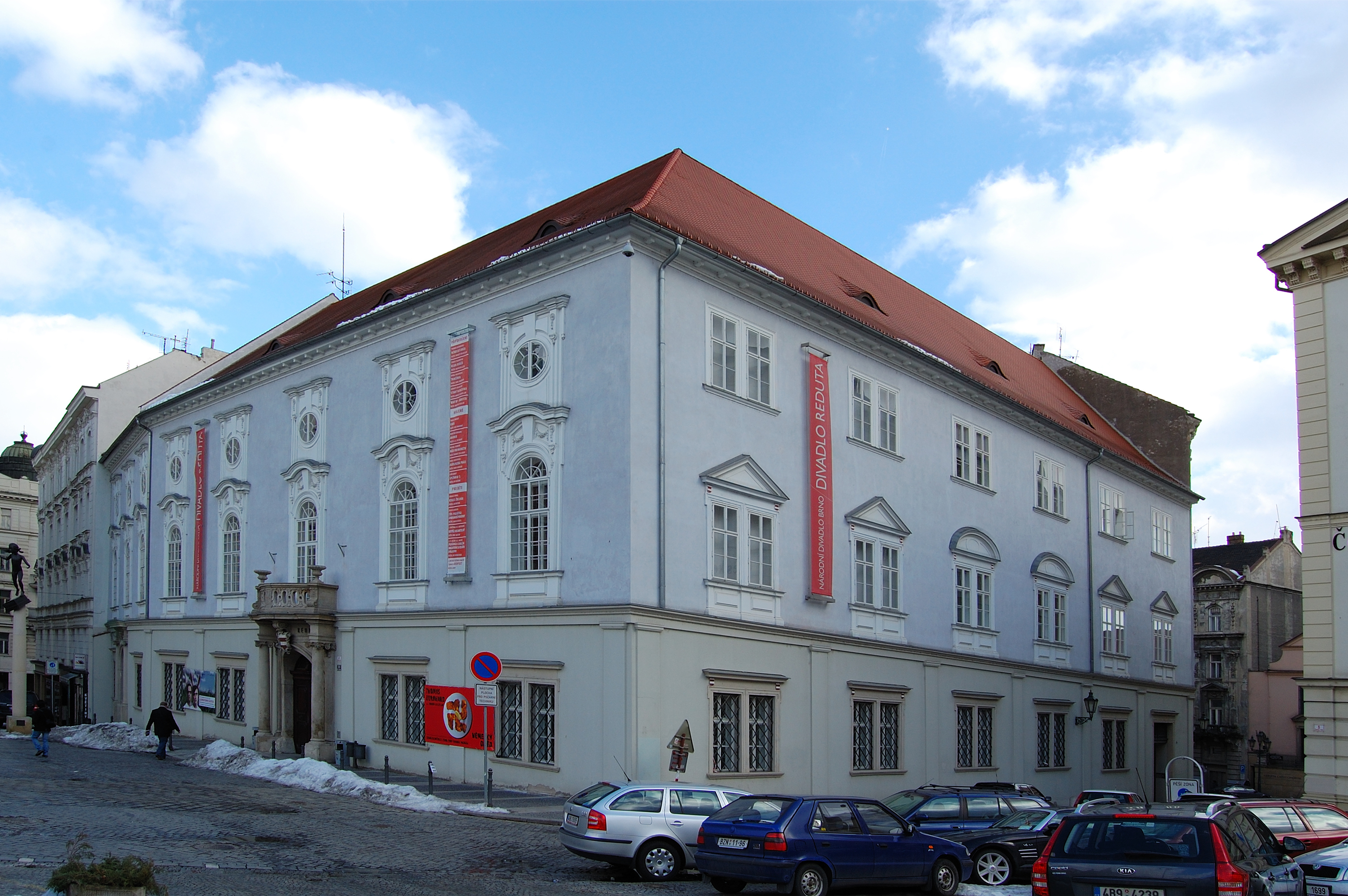
Le théâtre Reduta à Brno.

Le théâtre Reduta (en tchèque : Divadlo Reduta) est un théâtre situé à Brno en République tchèque. Il a été construit sur la place la plus ancienne de la ville, Zelný trh (en français : marché aux légumes ou marché aux choux) et a entamé son existence à l'époque de la Renaissance sous le nom de théâtre Taverna. En 1767, Wolfgang Amadeus Mozart y donna un concert avec sa sœur. Faisant maintenant partie du théâtre national de Brno, il est le plus ancien théâtre en Europe centrale.

## Histoire

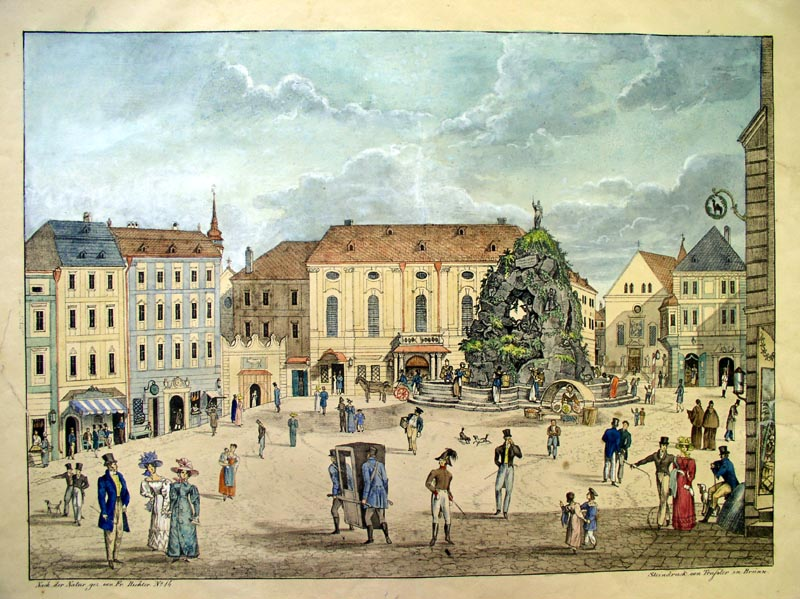
Le théâtre Reduta (au centre) en 1827 (lithographie).

Au début du XVIIe siècle, le conseil de la ville de Brno a acheté et rénové un complexe de maisons médiévales situées près de la place Zelný trh. L'une de ces maisons, la maison du Liechtenstein, a été remaniée pour servir de taverne en 1605. Par la suite, cette dernière a été agrandie pour la doter de salles de réunion pour la tenue de cérémonies et réceptions, et en 1634, une autre maison fut intégrée au bâtiment principal. La nouvelle salle a servi de lieu pour des représentations occasionnelles de compagnies théâtrales. Dans les années 1730, le bâtiment a été rénové à nouveau avec l'ajout d'un nouveau théâtre et d'une salle de bal. Connu au XVIIIe siècle comme le théâtre Taverna (ou Theater in der Taffern aux habitants de langue allemande de la ville), il a servi comme un lieu de représentations théâtrales présentées principalement en allemand et italien.
Après une série de graves incendies en 1785 et 1786, le conseil municipal a décidé de reconstruire le théâtre dans le style architectural néoclassique, avec un nouveau hall principal de deux étages. Le théâtre reconstruit, maintenant appelé le théâtre Reduta, présenta principalement des pièces de théâtre en allemand, parfois présentées en tchèque. Le dernier incendie dévastateur en 1870 a causé la fermeture du théâtre à nouveau, après quoi le bâtiment a été utilisé comme la salle de marché de la ville. En 1918, à la suite de la création du nouvel État tchécoslovaque, les activités du théâtre ont repris. Dans les années 1950, le bâtiment a été remodelé selon les plans des architectes Bohuslav et Kamil Fuchs. Jusqu'aux années 1990, le théâtre a servi de scène pour des opérettes tchèques .
La dernière reconstruction a été achevée en 2005. Le projet a reçu le Grand Prix dans un concours organisé par la Chambre tchèque des architectes. En 2010, le théâtre est une partie du théâtre national de Brno. Le théâtre invite régulièrement des artistes et des ensembles différents de la Moravie, la Bohême et la Slovaquie pour la présentation des spectacles.

## Sources
- (cs) Olga Erhartová, Mozart a Brno, Brno, Doplněk, 2005 (ISBN 80-7239-188-7).
- (en) John Hamilton Warrack et Ewan West, The Concise Oxford Dictionary of Opera, Oxford/New York N.Y., Oxford University Press, 1996, 3e éd., 571 p. (ISBN 0-19-280028-0, lire en ligne), « Brno », p. 61 et suivantes.
- (en) Neal Zaslaw, Mozart's Symphonies : Context, Performance Practice, Reception, Oxford University Press, 1991, 617 p. (ISBN 0-19-816286-3, lire en ligne).

## Sources de la traduction
- (en) Cet article est partiellement ou en totalité issu de l’article de Wikipédia en anglais intitulé « Reduta Theatre » (voir la liste des auteurs).